# Cupido nestos
Cupido nestos är en fjärilsart som beskrevs av Jean Baptiste Boisduval 1869. Cupido nestos ingår i släktet Cupido och familjen juvelvingar. Inga underarter finns listade i Catalogue of Life.